# Подголовник

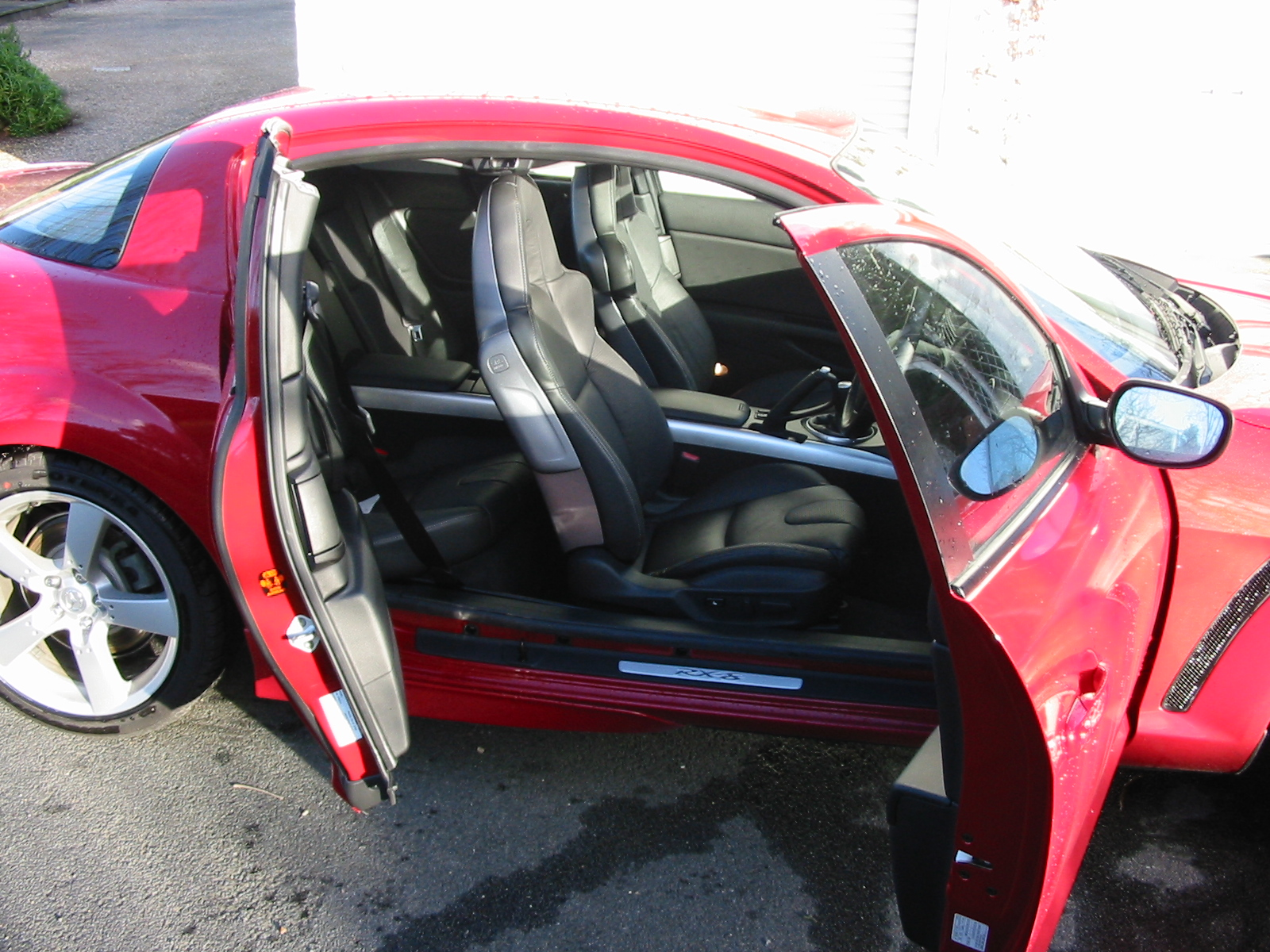
Подголовники в виде продолжения спинок сидений на автомобиле Mazda RX-8

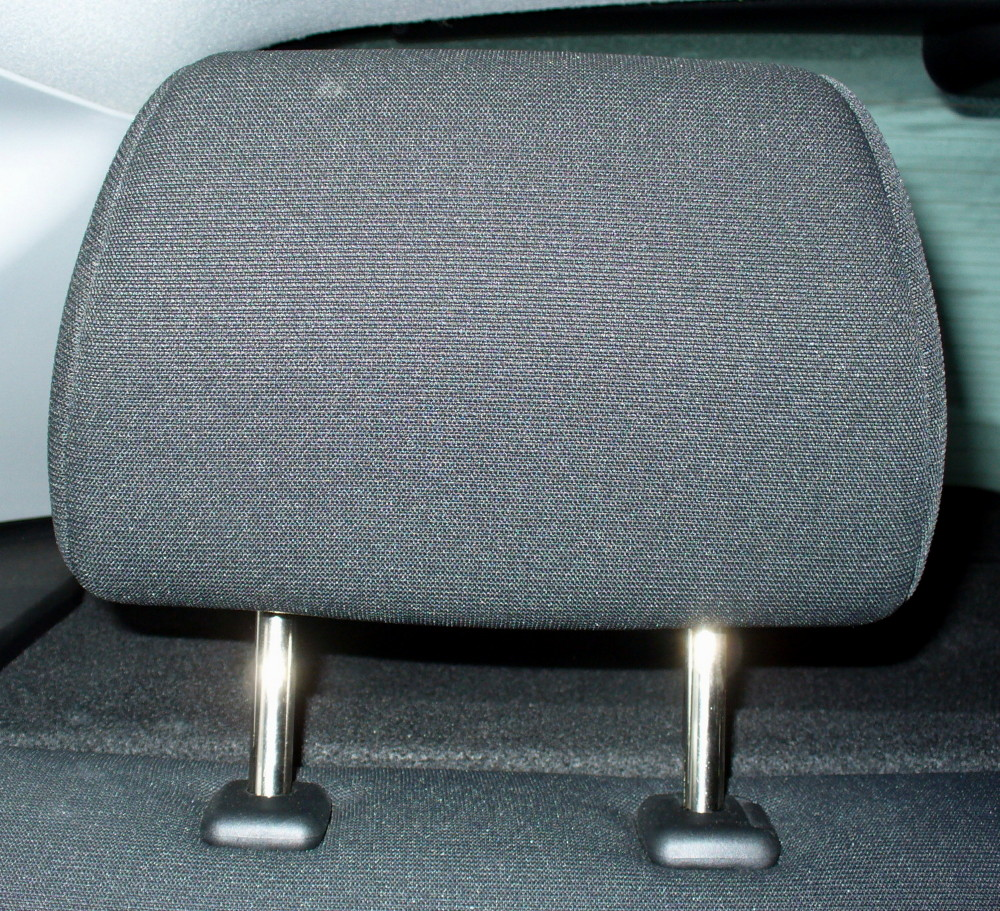
Подголовник распространённой конструкции с возможностью регулирования высоты его расположения

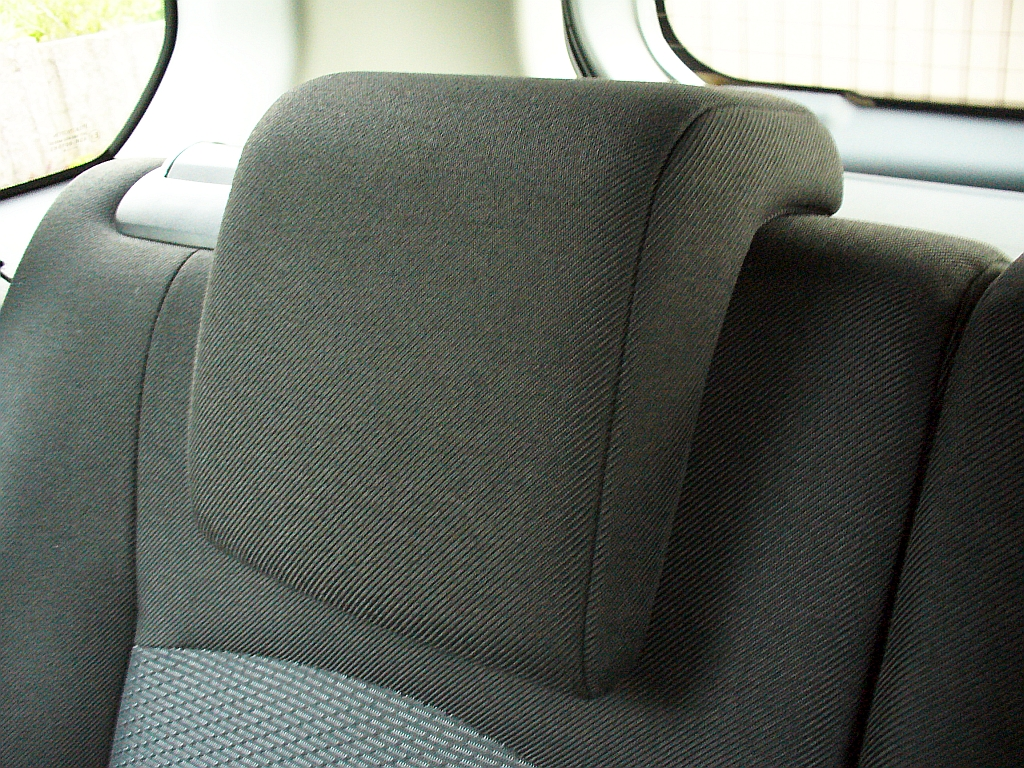
Подголовник заднего сиденья в сложенном (нерабочем) положении

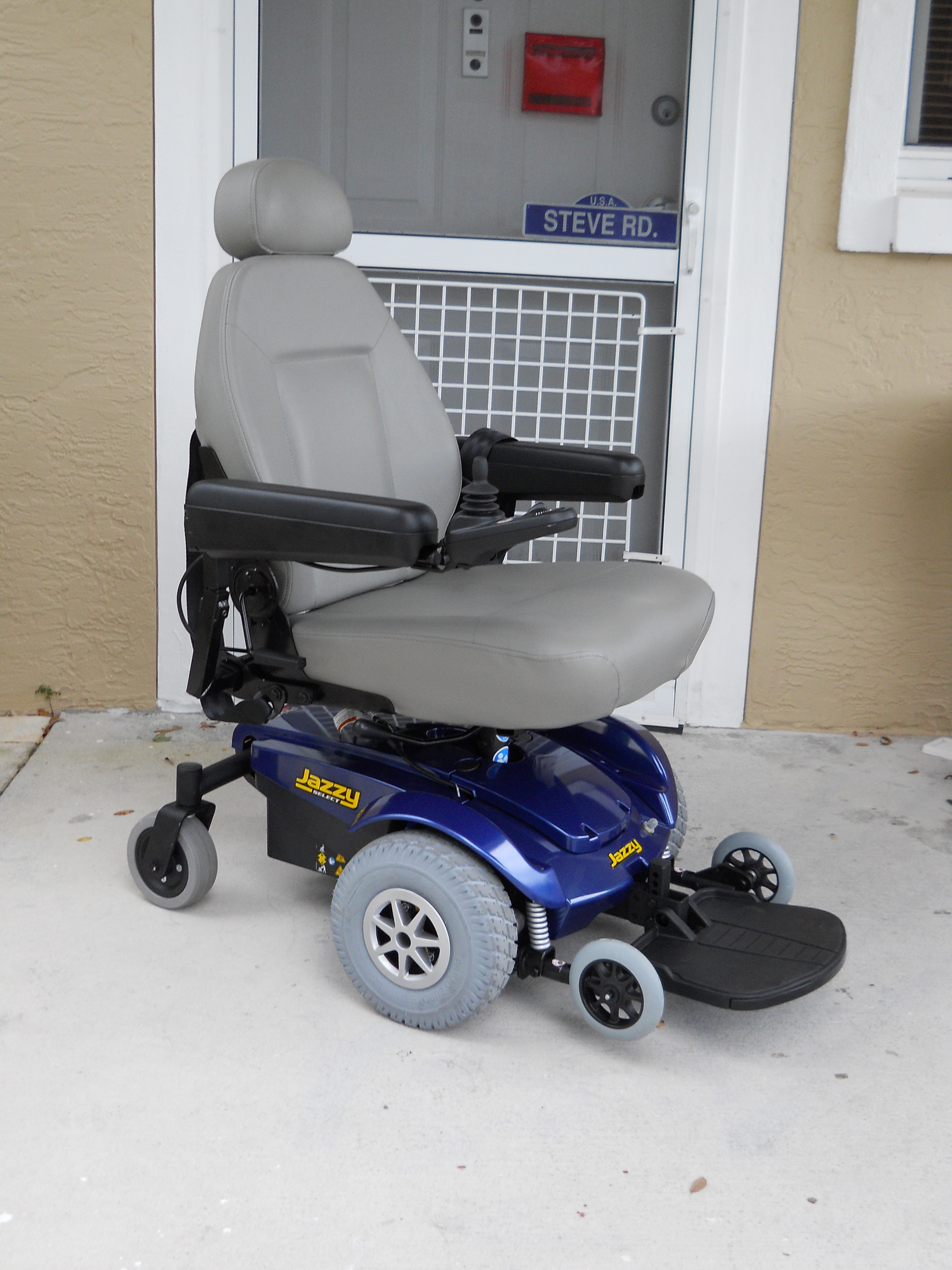
инвалидное кресло с подголовником

Подголо́вник — верхняя часть конструкции сиденья транспортного средства, являющееся предохранительным упором для затылочной части головы водителя или пассажира автомобиля или другого транспортного средства.
Подголовники конструируются или как часть удлинённых спинок сидений, или представляют собой регулируемые подушечки.
Подголовники устанавливаются с целью ослабить эффект неконтролируемого движения головы, в особенности — назад, в результате ДТП из-за наезда другого транспортного средства сзади.
Влияние подголовника на количество травм при ДТП в результате наезда другого транспортного средства сзади (в процентном соотношении):
| Степень повреждения в авариях | Лучшая оценка | Неуверенность во влиянии |
| ----------------------------- | ------------- | ------------------------ |
| Погибшие (все типы травм)     | +12 %         | (+1 %; +24 %)            |
| Травмы шеи (регулируемые)     | −14 %         | (−17 %; −11 %)           |
| Травмы шеи (закрепленные)     | −25 %         | (−34 %; −17 %)           |

## История
Подголовник был изобретен инженером, специалистом по автомобильной безопасности Бела Барени в конце 1960-х гг. Он начал устанавливаться в американских машинах по желанию автовладельцев.
- 1968 год — подголовники входят в стандартное оснащение Мерседесов.
- 1969 год 1 января — американская правительственная ассоциация по дорожной безопасности NHTSA рекомендовала установку подголовников во всех машинах, продающихся в США.
- 1972 год — установлен минимальный размер подголовника, он составил 80 см².
- 1982 год — исследования NHTSA показали, что в легковых автомобилях подголовники в виде удлиненных спинок сидений защищают от травм в 17 % аварий с задним столкновением, а регулируемые подголовники эффективны в 27 % происшествий.
- 1993 год — минимальный размер подголовника увеличен до 400 см².
- 2008 год — установлены последние международные стандарты для передних подголовников[2].

## Виды подголовников

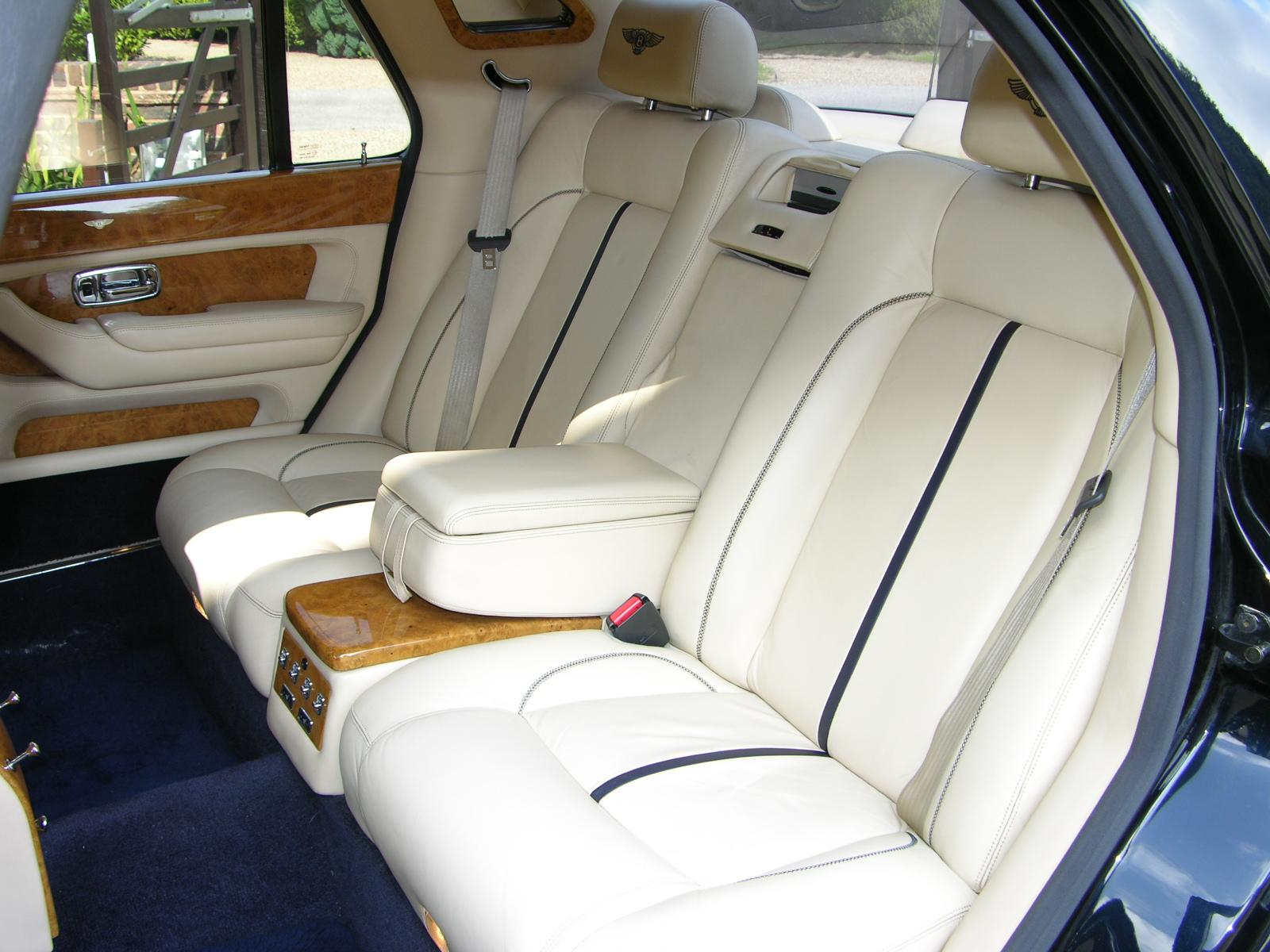
задние сиденья с подголовниками и подлокотником

### Неподвижный подголовник
Неподвижный и не регулируемый подголовник может быть либо продолжением спинки сиденья, либо может крепится к сиденью отдельно.
Есть также съёмные регулируемые по высоте подголовники. Очень большую роль при защите шейных позвонков при аварии играет правильность установки и регулировка подголовника.
- Регулировка

Чтобы поднять подголовник, нужно потянуть его вверх. Чтобы опустить подголовник, нужно нажать кнопку фиксатора и надавить на подголовник. Подголовники задних сидений должны находиться только в одном из фиксируемых положений, которое соответствует углублению на стойке подголовника. Самое низкое положение подголовника даёт возможность складывать спинку сиденья и обеспечивает задний обзор. Самое низкое рабочее положение подголовника находится на уровне первой выемки на стойке. Дальнейшая регулировка выполняется по мере необходимости.
Высота подголовников должна быть отрегулирована так, чтобы середина подголовника находилась вровень с ушами.

### Активный подголовник
Активные подголовники оборудованы специальным подвижным рычагом, спрятанным в спинке кресла. При ударе автомобиля спина водителя по инерции от толчка вдавливается в кресло и нажимает на нижний конец рычага. Срабатывающий механизм приближает подголовник к голове водителя ещё до её опрокидывания, за счет чего уменьшает силу удара.
Активные подголовники активны при столкновениях на малых и средних скоростях движения, когда наиболее часто случаются травмы, связанные с указанным эффектом «хлыста» и эффективны только при определённых видах наезда сзади. После столкновения подголовники возвращаются в исходное положение. Активные подголовники должны быть всегда правильно отрегулированы.
- Регулировка

Существенным недостатком неподвижных подголовников является необходимость их регулировки по высоте. Чаще всего они не обеспечивают безопасность в такси или в автомобилях, где часто меняются пассажиры, сидящие спереди. Активный подголовник рассчитан на стандартные габариты пассажира (рост и вес) и нуждается в регулировке по высоте только в случаях большой рост-малый вес или малый рост-большой вес. В этих случаях неправильная регулировка активных подголовников может снизить эффективность их работы.

## Дополнительные функции

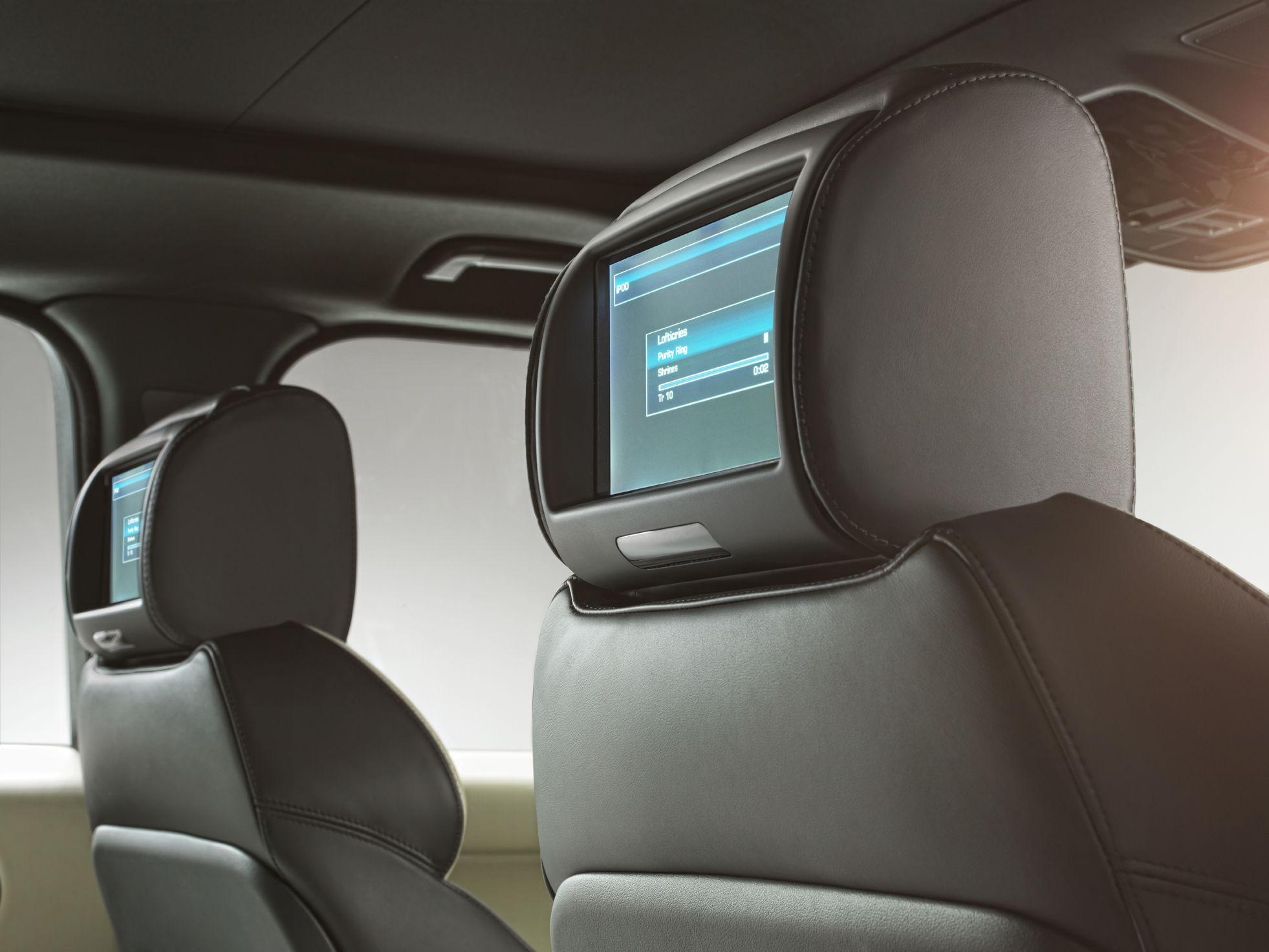
подголовники со встроенным монитором для пассажиров

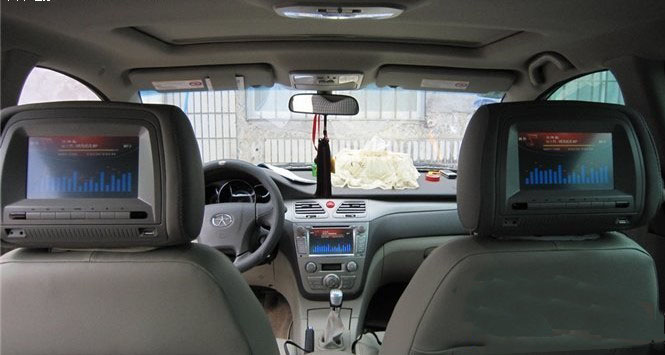
подголовник со встроенным ДВД-плеером 2014 год

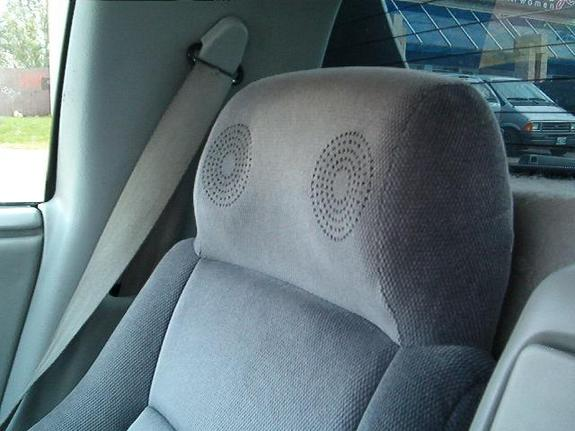
подголовник со встроенными динамиками

В автомобилях ставят подголовники со встроенным монитором для сидящих сзади пассажиров для просмотра фильмов, передач, интернета, прослушивания музыки, радио и телевидения, могут принимать сигналы от внешних источников информации — игровых приставок, также могут содержать вэбкамеры для видеосвязи... 
Также подголовником возможно разбить боковое окно, если двери оказались заблокированными при аварии. В этом случае подголовник необходимо извлечь из сидения и разбить стекло металлическими вставками для крепления. В 80% случаях это спасёт пассажиру жизнь.